# Stewart Raffill
Stewart Raffill (Coventry, Anglaterra, 27 de gener de 1942) és un director de cinema i guionista anglès.

## Biografia
Emigrat del Regne Unit als Estats Units, la seva primera obra com a guionista va ser la pel·lícula Napoleon and Samantha, de la Walt Disney, que tenia com a protagonistes Michael Douglas i una aleshores desconeguda Jodie Foster.
El seu amor pels animals de la selva és testificat per la primera pel·lícula que va dirigit, Quan bufa el vent del nord, que parla d'un caçador que va a viure a contacte amb els tigres.
Philadelphia Experiment li va donar el premi a la millor pel·lícula al Fantafestival 1985.

## Filmografia
Les seves pel·lícules més destacades són:

### Com a guionista
- 1984: The Ice Pirates
- 1994: Tammy and the T-Rex
- 1998: The New Swiss Family Robinson
- 2005: Three

### Com a director
- 1978: Els naufrags de l'illa perduda
- 1981: Els riscos de l'aventura
- 1984: L'experiment Filadèlfia
- 1984: The Ice Pirates
- 1988: El meu amic Mac
- 1991: Atrapa aquest maniquí
- 1994: Perduts a l'Àfrica
- 1994: Tammy and the T-Rex
- 1998: Els nous robinsons suïssos
- 1999: Grizzly Falls
- 2001: A Month of Sundays
- 2002: While You Were Waiting (curtmetratge)
- 2005: Subsistència: Els Naufrags
- 2007: L'atac del cocodril gegant